# Atanasianismo
El atanasianismo es el nombre que recibe la versión del cristianismo propia de Atanasio de Alejandría, por contraste con la denominación de arrianismo que se hace a la versión de Arrio. Fundamentalmente eran cuestiones cristológicas
Como los dogmas fijados  en el Primer Concilio de Nicea -año 325- fueron los defendidos por Atanasio, destacadamente el Símbolo niceno redactado en ese concilio pasó a ser la ortodoxia cristiana defendida por el Papa, el Emperador y la jerarquía eclesiástica a partir de ese momento, siendo el arrianismo condenado como herejía.
El término atanasiano es utilizado habitualmente con propósito denigratorio, como hace Gore Vidal en su novela Juliano el Apóstata.
- Datos: Q5710358